# Jenny Jones (polityk)

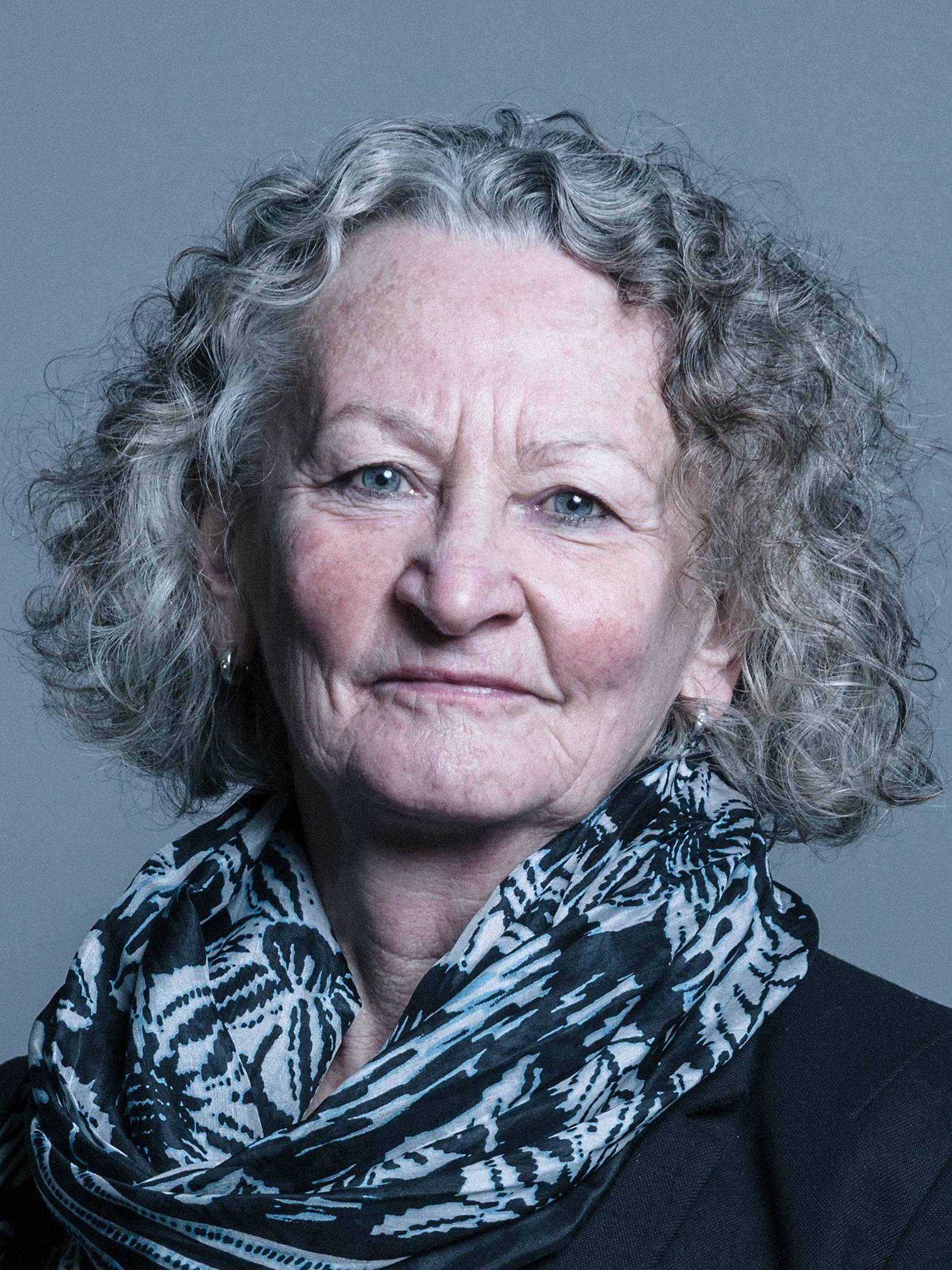
Jenny Jones, 2018

Jennifer (Jenny) Helen Jones, baroness Jones of Moulsecoomb (ur. 23 grudnia 1949 w Brighton) – brytyjska działaczka polityczna, członkini Partii Zielonych Anglii i Walii, od 2000 radna w Zgromadzeniu Wielkiego Londynu, od listopada 2013 zasiada w Izbie Lordów jako baronowa Jones of Moulsecoomb.

## Życiorys
Pochodzi z niezamożnej rodziny o górniczych tradycjach, jej dziadek zginął w katastrofie w kopalni w Senghenydd w 1913. Ojciec po II wojnie światowej przeniósł się z Walii do Brighton, gdzie zamieszkał w osiedlu komunalnym na przedmieściu Moulsecoomb.
Zanim zaangażowała się w działalność polityczną, pracowała jako audytorka, a następnie, po ukończeniu studiów w dziedzinie archeologii na University College London, spędziła dziesięć lat jako archeolożka na Bliskim Wschodzie.

## Kariera polityczna
W 2000 Jones została wybrana do Zgromadzenia Wielkiego Londynu. Jako radna zajmuje się polityką mieszkaniową, zapobieganiem ubóstwu, nadzorem nad policją, miejską polityką żywnościową. W latach 2003–2004 była zastępczynią burmistrza Londynu Kena Livingstone’a, zajmowała się przede wszystkim zrównoważonym transportem. W latach 2006–2010 była również radną dzielnicy Southwark. W 2012 była kandydatką Partii Zielonych Anglii i Walii na burmistrza Londynu.
Gdy w 2013 Partii Zielonych Anglii i Walii przyznano miejsce w Izbie Lordów, Jones została wybrana w ogólnopartyjnym referendum do objęcia tej funkcji. 5 listopada 2013 otrzymała dożywotnie parostwo jako baronowa Jones of Moulsecoomb.